# Pazar (district, Rize)
Pazar is een Turks district in de provincie Rize en telt 30.764 inwoners (2007). Het district heeft een oppervlakte van 110,3 km². Hoofdplaats is Pazar.
De bevolkingsontwikkeling van het district is weergegeven in onderstaande tabel.
| 1997   | 2000   | 2007   |
| ------ | ------ | ------ |
| 30.940 | 32.215 | 30.764 |